# ذو المجاسد اليشكري
ذو المجاسد اليشكري قاض من حنفاء العرب الذين تحاكم إليهم الناس في الجاهلية، وأضحت أحكامه قانون يحتكمون إليه، وهو أحد حكماء الحجاز وأشرافهم، ينتمي إلى قبيلة بني يشكر العدنانية الحجازية، له أحكام فقهية أقرها الإسلام، أشهرها حكمه للذكر مثل حظ الانثيين في الإرث، وقضى بزواج المرأة المطلقة من زوج آخر لكي تحل لزوجها الأول .

## نسبه
- هو: عامر بن جشم بن غنم بن حبيب بن كعب بن يشكر بن بكر بن وائل بن قاسط بن هنب بن أفصى بن دعمي بن جديلة بن أسد بن ربيعة.[1][2]

## سيرته
ولد عامر في مكة المكرمة، قبل عام الفيل بنحو قرن ونصف، ونشأ في بيت عز وعلم. مما جعله يتسنم مكانة بين حكماء الحجاز، لسعة علمه واطلاعه وحكمته وحنكته، فعمل قاض لأهل مكة، وانتقل إلى الطائف، التي كانت وجهة العلماء في ذلك العصر. 

## أحكامه
قضى للذكر مثل حظ الانثيين في الإرث، وقد وافق حكمه حكم الإسلام، واعفى من تجاوز سن 60 عاماً من الأنضمام للجيش. وقضى بزواج المرأة المطلقة من زوج محلل كشرط لمراجعة زوجها الأول. 